# 夏庄组
夏庄组是位于中国北京丰台区一带的上白垩世地层，1933年由谢家荣命名。该地层以黄、黄绿色粉砂岩、页岩、砂岩为主，间夹砾岩、泥灰岩等。上部则为紫色粉砂岩夹石膏层。